# Denis Kudla
Denis Kudla (født 17. august 1992 i Kyiv, Ukraine) er en professionel tennisspiller fra USA.